# Bilauwieken

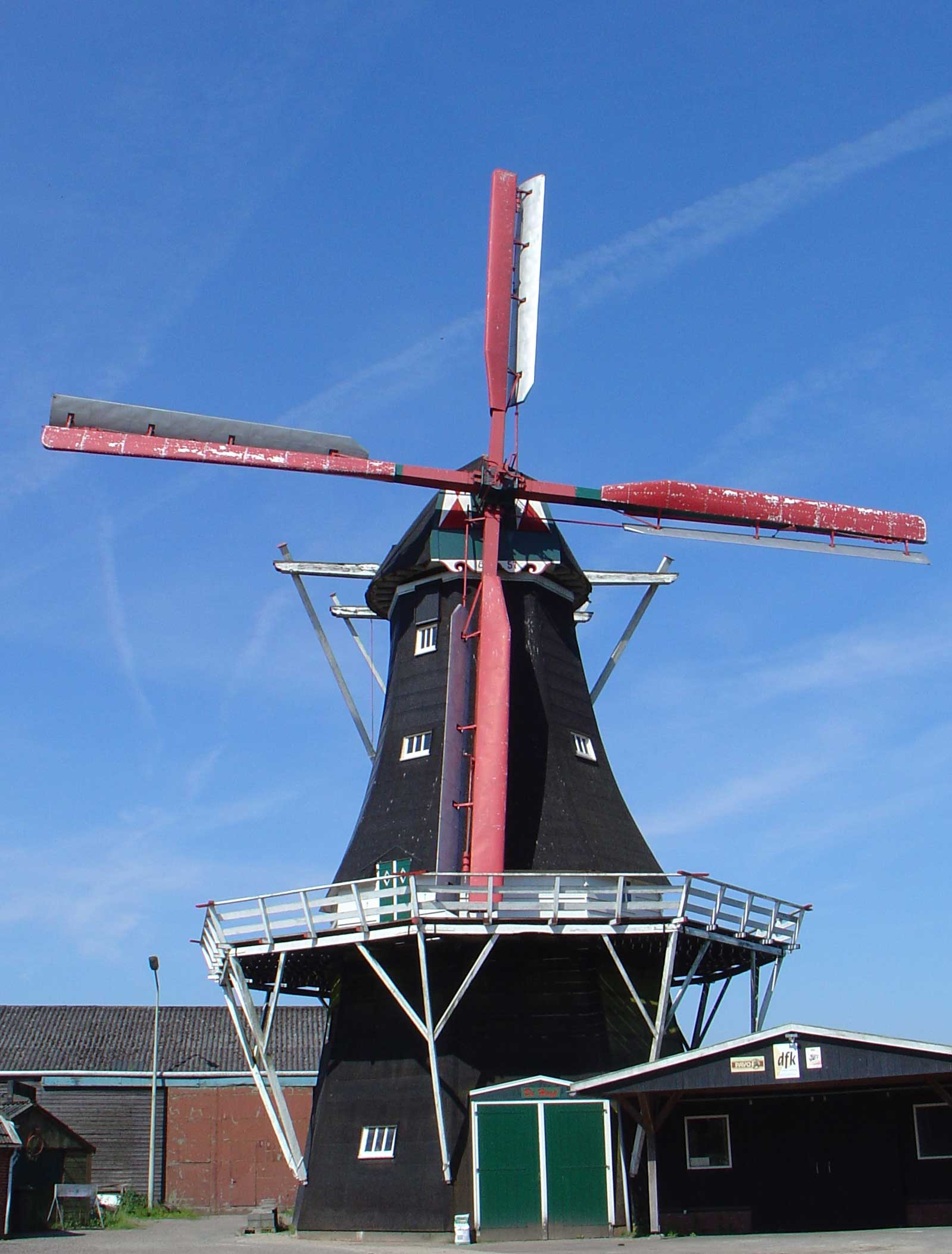
De Hoop in Norg

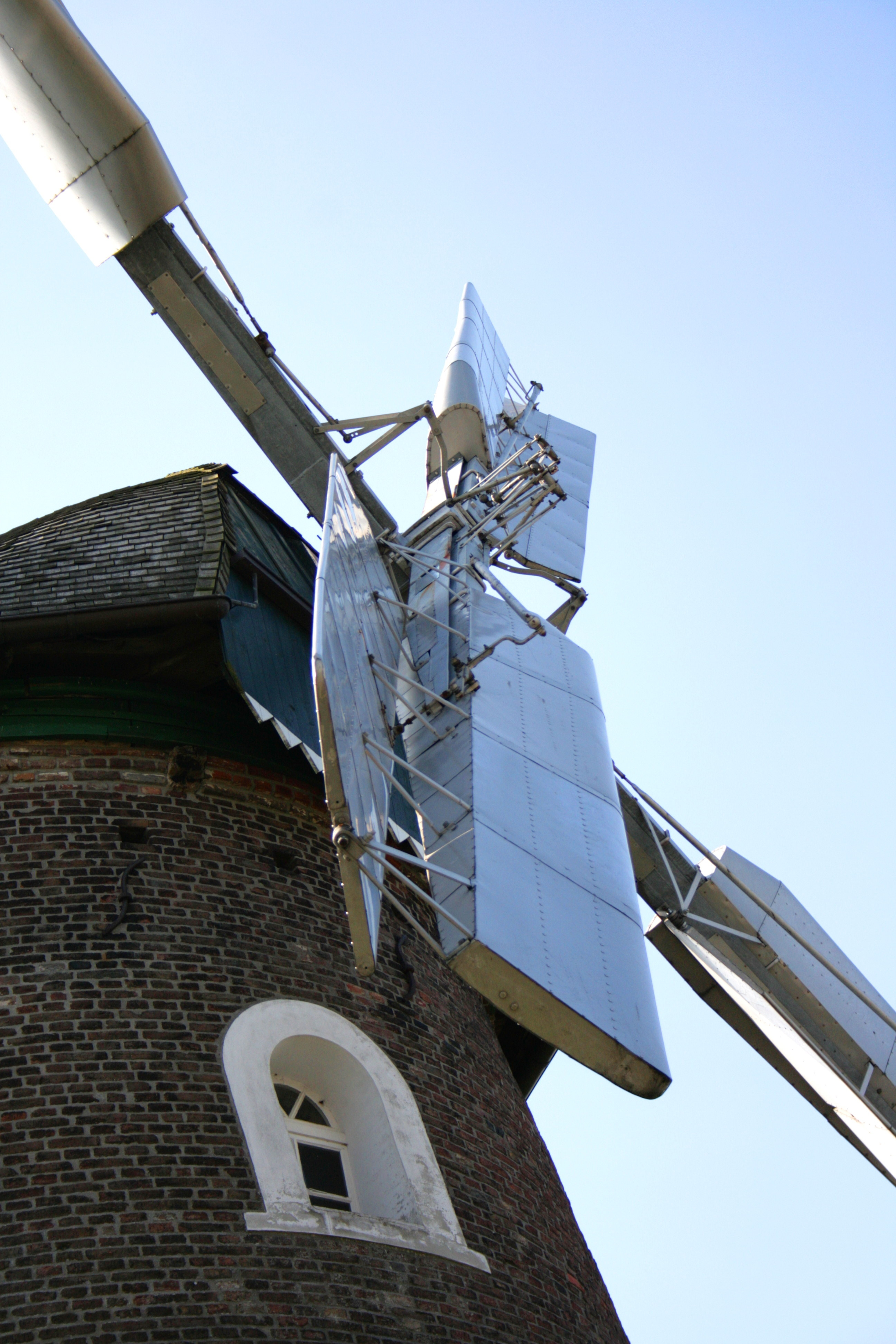
Scholten-Mühle in Rees, Duitsland

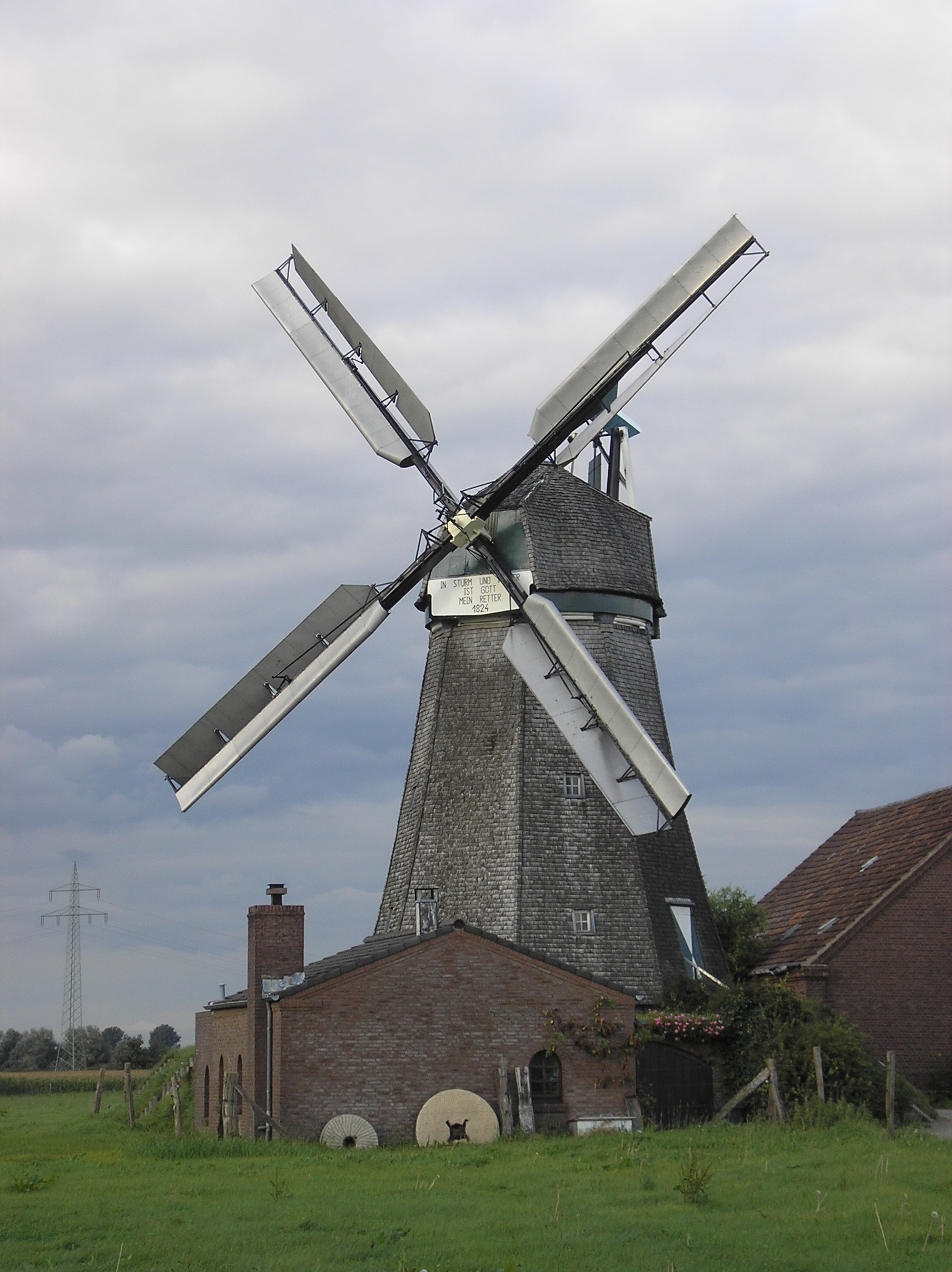
Alte Mühle Donsbrüggen met Bilauwieken in Kleve-Donsbrüggen

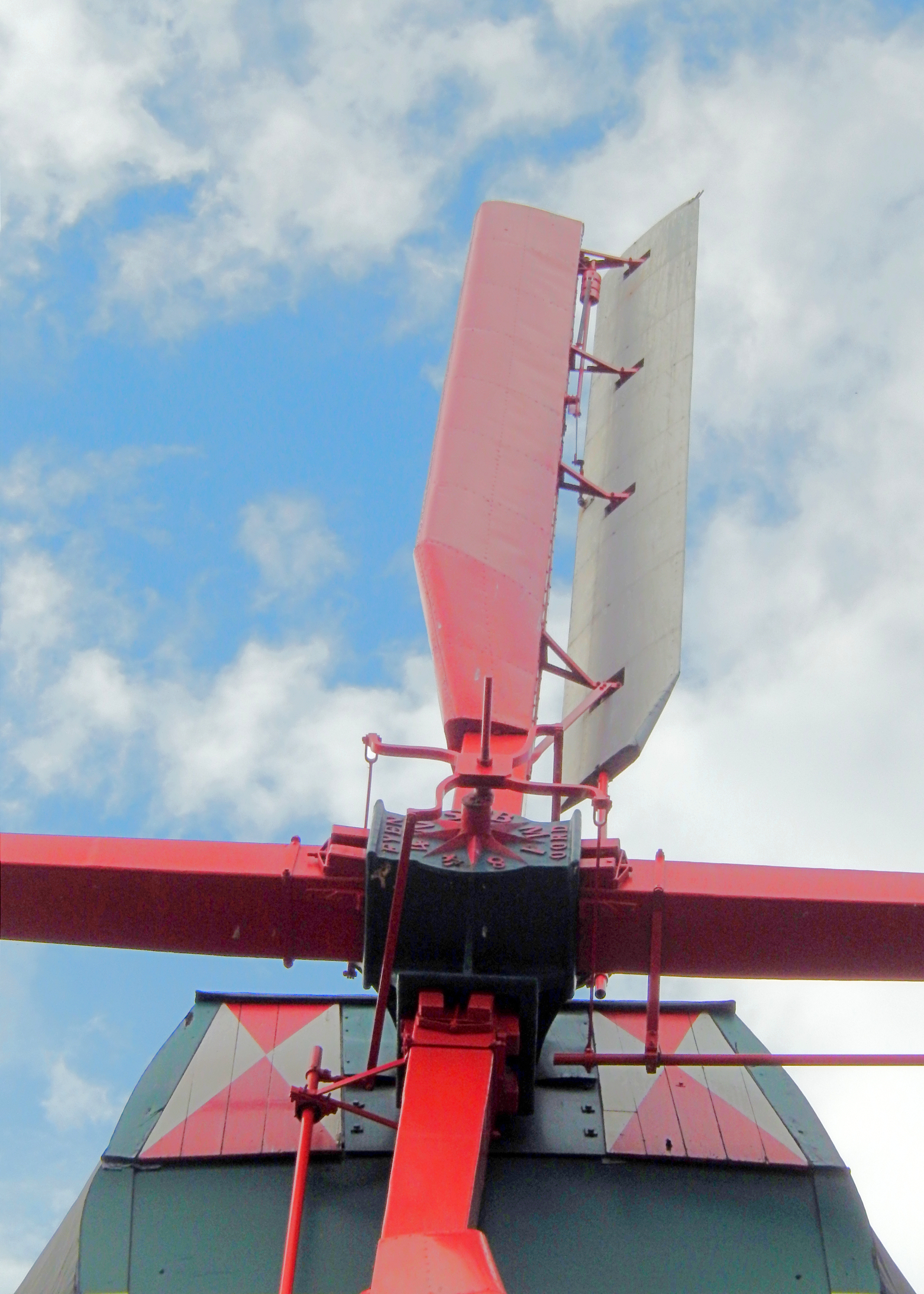
De Hoop in Norg

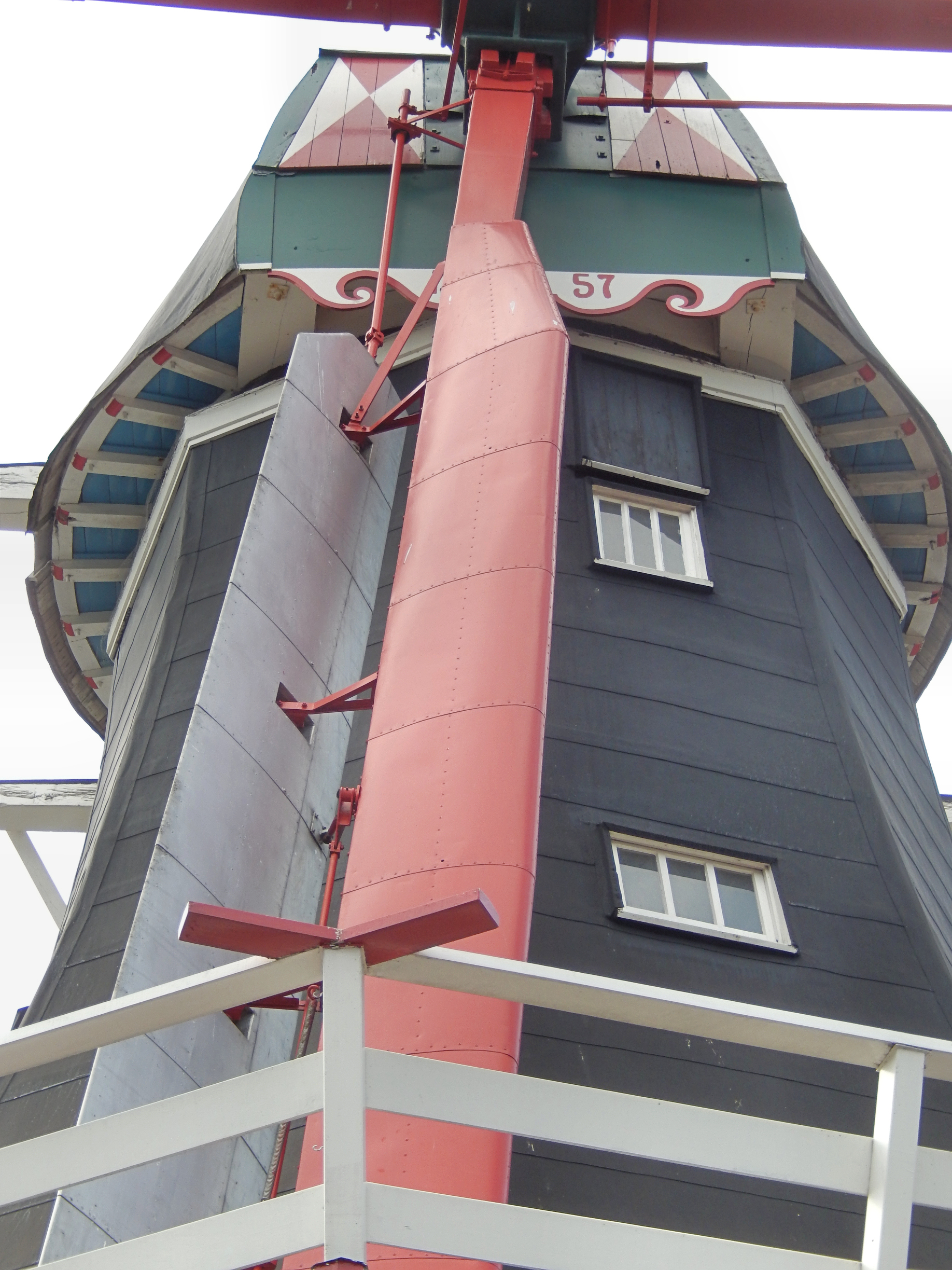
De Hoop in Norg

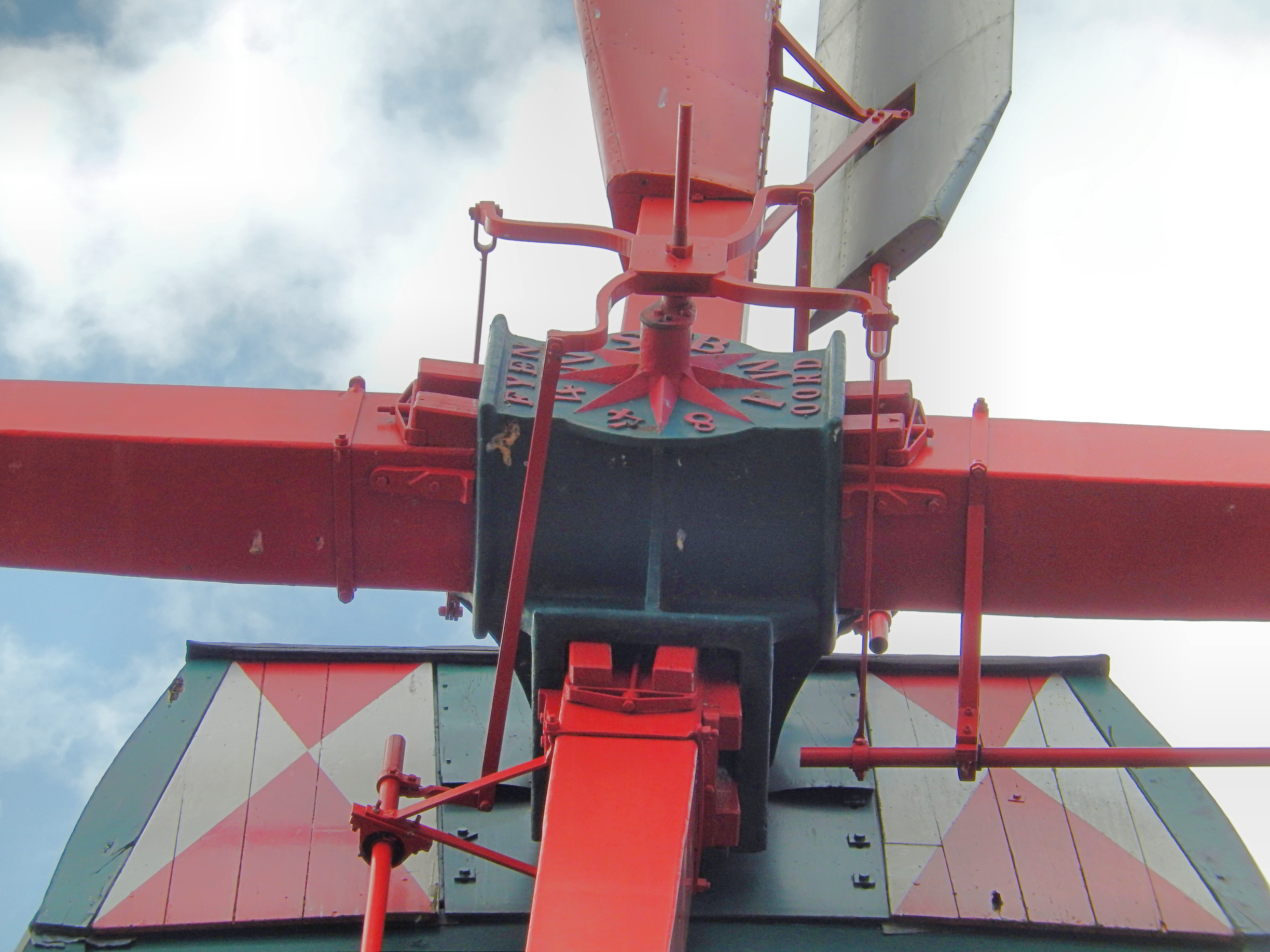
De Hoop in Norg

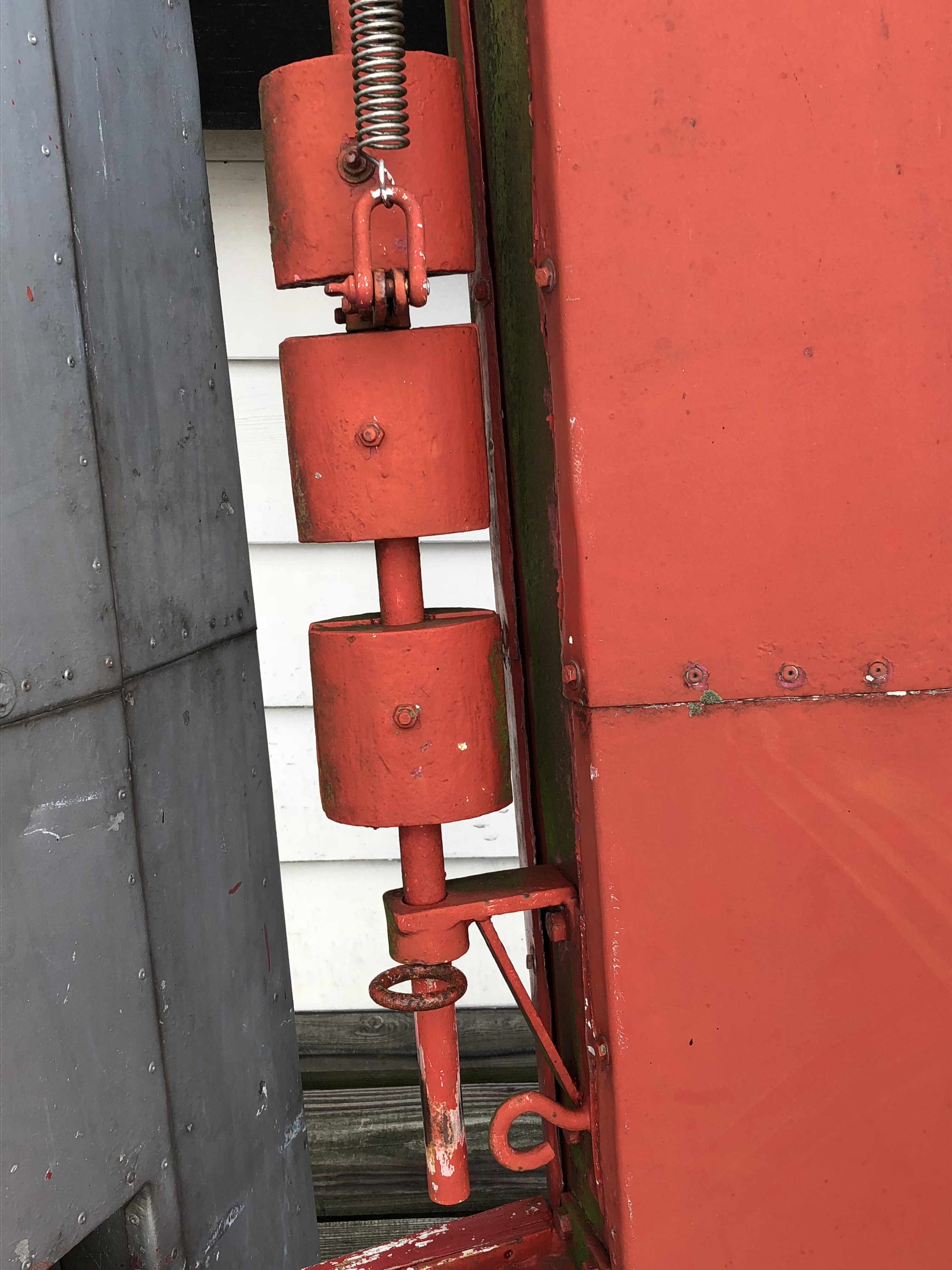
De Hoop in Norg

De Bilau- of ventiwieken is een wiekverbetering, die rond 1930 ontworpen is door de Duitse luchtmachtingenieur Kurt Bilau (Posen, 29 maart 1872 - Berlijn-Friedenau, 17 januari 1941). Van alle wiekverbeteringen benadert deze wiekvorm de vliegtuigvleugel het meest. De wiek bestaat uit een roede met klep en stroomlijnneus. De kleppen worden voor het zwichten bediend via een spin, zwichtstang, zwichtstok en zwichtketting. Met de zwichtketting worden de kleppen gesloten en kan de molen na het lichten van de vang gaan draaien. Gewichten aan de zwichtketting bepalen het opengaan van de kleppen. Nadelen van dit systeem zijn het hoge gewicht, de hoge aanschafkosten en de geringe stormveiligheid.
Er zijn ook molens met Bilauwieken geweest zonder spin, zwichtstang, zwichtstok en zwichtketting. Vooraf aan het draaien werd de veerspanning voor het opengaan van de kleppen handmatig ingesteld. Een probleem hierbij was dat tijdens het vangen de kleppen sloten en de molen weer wilde doordraaien. Deze uitvoering hebben De Blazekop, De Graanhalm en de eerste uitvoering op de Obdammermolen gehad.
Rond 1940 waren er in Duitsland ongeveer 160 molens uitgerust met Bilauwieken en ongeveer 14 molens met Bilauwieken in Nederland.
De Blazekop in Ovezande werd in 1935, als eerste molen in Nederland, uitgerust met Bilauwieken. In 2011 is De Blazekop, bij restauratie, weer uitgerust met dit systeem op 1 roede. In Nederland is er maar één molen met Bilauwieken op beide roeden, namelijk molen De Hoop in Norg, die in 1937 werden aangebracht. Dicht bij Nederland staan bij Kleve in Duitsland meerdere molens met deze wiekvorm, Scholten Mühle en de Donsbrügger Mühle.

## Kurt Bilau
Na het beëindigen van zijn militaire loopbaan zocht hij andere bezigheden. In zijn werk bij de artillerie kwam hij vaak in aanraking met windmolens. Vanwege hun hoogte in het landschap werden ze gebruikt als uitkijkpost, vast meetpunt voor de vuurleiding en het instellen van het vizier. Door zijn regelmatig contact met de molenaars maakte hij de molensterfte, verval en afbraak, mee. Bilau besloot zich in te zetten voor het ontwikkelen van nieuwe technieken voor gebruik in windmolens, waardoor ze concurrerender werden. Hij benutte hiervoor zijn kennis van de aerodynamica, die hij bij de ballistiek bij de artillerie opgedaan had.
In samenwerking met Albert Betz, hoofd van het aerodynamische onderzoeksstation in Göttingen, verbeterde hij de wieken .

## Bilauwiek
De op de vliegtuigvleugel gebaseerde Bilauwiek wordt langs de roede aangebracht. De Bilauwiek bestaat uit twee gedeelten, een aerodynamisch geoptimaliseerd gedeelte ("Ventikante") aan de linkerkant (vanaf de staart gezien) en een verstelbaar gedeelte ("Drehheck") met een luchtstromingstechnisch geoptimaliseerde vorm aan de rechterkant van de roede. Vooral de Ventikante geeft een duidelijk betere benutting van de windenergie. De vleugels zijn gemaakt van aluminium en draaien met behulp van hevels op vier of vijf aan de roede bevestigde steunen. Op ieder end aan de voorzijde van de roe zit een centrifugaalregulateur, die bestaat uit een aantal gewichten op een geleidestang en door een trekveer in rust worden gehouden. De trekveer kan verder naar boven of onderaan de roe op een veerhaak vastgezet worden. De onderste stand bleek echter in de praktijk niet bruikbaar. Door de centrifugale kracht wordt tijdens het draaien een driehoekige tuimelaar aangetrokken en worden de kleppen afhankelijk van het gewicht aan de zwichtketting meer of minder geopend. Door de kleppen geheel open te trekken gaan ze als remklep werken en kan de molen er zelfs mee stilgezet worden zonder gebruik van de vang. Bij de stilstaande molen wordt onder de gewichten een borgpen geplaatst.
In 1930 werd op verzoek van de molenaar Paul Eckhardt voor het testen bij zijn paltrokmolen in Gallen in Sachsen een stroomlijnneus (ventikanten) aangebracht, die voor wat de vorm betreft veel leek op de latere Busselneus. In 1931 kwam daar de zelfzwichtende klep, het Drehheck, bij. Met deze nieuwe wieken werd een twee- tot drievoudige verbetering van de windenergie verkregen. Hierdoor besloot Bilau in 1931 een octrooi aan te vragen en een samenwerkingsovereenkomst met molenbouwer en machinefabriek Karl Kühl in Vordamm (Nowe Drezdenko) bij Landsberg an der Warthe (Gorzów Wielkopolski) te sluiten, die het alleenrecht voor het maken van de Bilauwieken kreeg. Op 3 november 1932 werd de licentie voor de Bilauwiek verleend. Voor de jaarbeurs van de horeca en het levensmiddelenbedrijf in 1936 in Berlijn werd een standaardmolen met Bilauwieken uit Kunitz in Thüringen gekocht en naar de jaarbeurs verplaatst, waar de molen tot 1937 bleef staan. De Duitse overheid bevorderde de aanschaf van Bilauwieken met een krediet aan de molenaars en de Rheinische Provinzialverwaltung ondersteunde de modernisering van talrijke molens in Niederrhein.

### In Nederland
In Nederland werd het op 1 oktober 1934 aangevraagde octrooi op 15 juli 1936 verleend. Licentiehouder van Bilau in Nederland was J.H. Rijnenberg in Bilthoven, die een technisch adviesbureau had. Hij liet het maken van het Bilausysteem over aan molenmakersbedrijf A. Wijnveen uit Voorthuizen, later Ede. Rijnenberg vertaalde ook Bilau's Windmühlenbau einst und jetzt, in het Nederlands Windmolenbouw voorheen en thans uitgegeven door Eshuis.
Van de molen De Hoop in Norg is de Bilauwiek 90 cm breed met de klepas (hart) op 53 – 37 cm (van de voorzijde gezien links 53 cm, rechts 37 cm). De klepas was oorspronkelijk gelagerd in pokhouten lagers gesmeerd met staufferpotten, later zijn ze vervangen door lageringen van nylon.

#### Overzicht molens met Bilauwieken
| naam molen                   | plaats                 | jaar    | opmerkingen                                                             |
| De Blazekop                  | Ovezande               | 1935    | op 1 roede (buitenroede) tot 1942, in 2011 opnieuw Bilau op buitenroede |
| De Hoop                      | Norg                   | 1935    | op 1 roede, vanaf 1937 op beide roeden                                  |
| Crescendo                    | Achterberg             | 1936    | op 1 roede (binnenroede), 1945 opgeblazen                               |
| (Korenmolen)                 | Kruisland              | 1936    | op 1 roede, in 1944 verwoest                                            |
| Koffiemolen                  | Formerum               | 1936    | op 1 roede tot ongeveer 1949                                            |
| Obdammermolen                | Obdam (Obdammerpolder) | 1936/37 | op 2 roeden, in 1956 vervangen                                          |
| De Koe                       | Veere                  | 1937    | op 1 roede (binnenroede), 1975/76 verwijderd                            |
| De Graanhalm                 | Gapinge                | 1937    | op 1 roede (binnenroede), 1965 verwijderd                               |
| Puurveense molen             | Kootwijkerbroek        | 1937    | op 1 roede (buitenroede), afwijkend type. In 1964 verbrand              |
| Sint-Antonius                | Heythuysen             | 1937    | op 1 roede (buitenroede), in 1940 verwijderd                            |
| De Hoop                      | Norg                   | 1937    | op 2e roede                                                             |
| Molen van de Hooglandspolder | Barsingerhorn          | 1937    | op 1 roede, afwijkend type. Alleen nog molenromp aanwezig               |
| Kwaksmölle                   | Varsseveld             | 1937    | op 1 roede (buitenroede), in 1945 verwoest                              |
| De Hoop                      | Oldebroek              | 1938    | op 1 roede, thans oudhollands                                           |
| Molen van Coops              | Halle                  | 1941    | op 1 roede, Jan ten Have wiek, 1955 onttakeld en 1998 gesloopt          |

## Molens met Bilauwieken in Duitsland
Tegenwoordig hebben in Duitsland nog maar enkele molens Bilauwieken:
- Margarethe in Maasen-Huckstedt, Niedersachsen
- Museummolen Gangelt-Breberen, Nordrhein-Westfalen
- Windmolen in Kleve-Donsbrüggen, Nordrhein-Westfalen
- Stenenmolen in Pulheim-Stommeln, Nordrhein-Westfalen
- Scholtenmühle in Rees, Nordrhein-Westfalen
- Stellingmolen in Neubukow, Mecklenburg-Vorpommern
- Stenenmolen in Hirschstein-Pahrenz, Sachsen
- Windmolen in Zeitz-Suxdorf, Sachsen-Anhalt
- Windmolen in Sterley-Kogel, Schleswig-Holstein

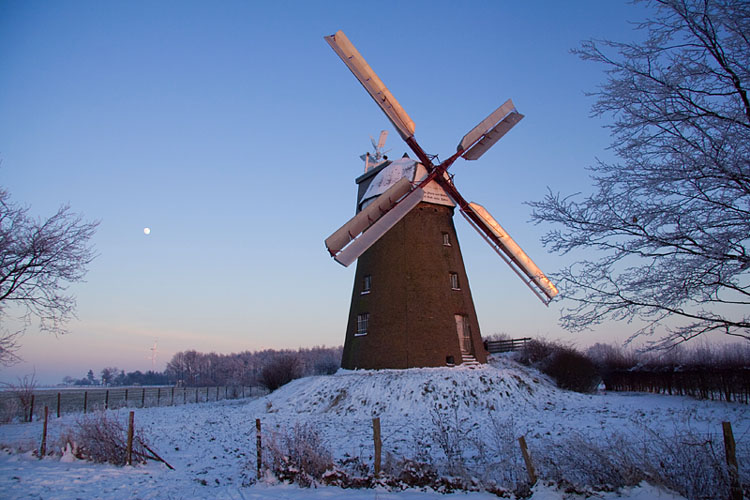
Breberen
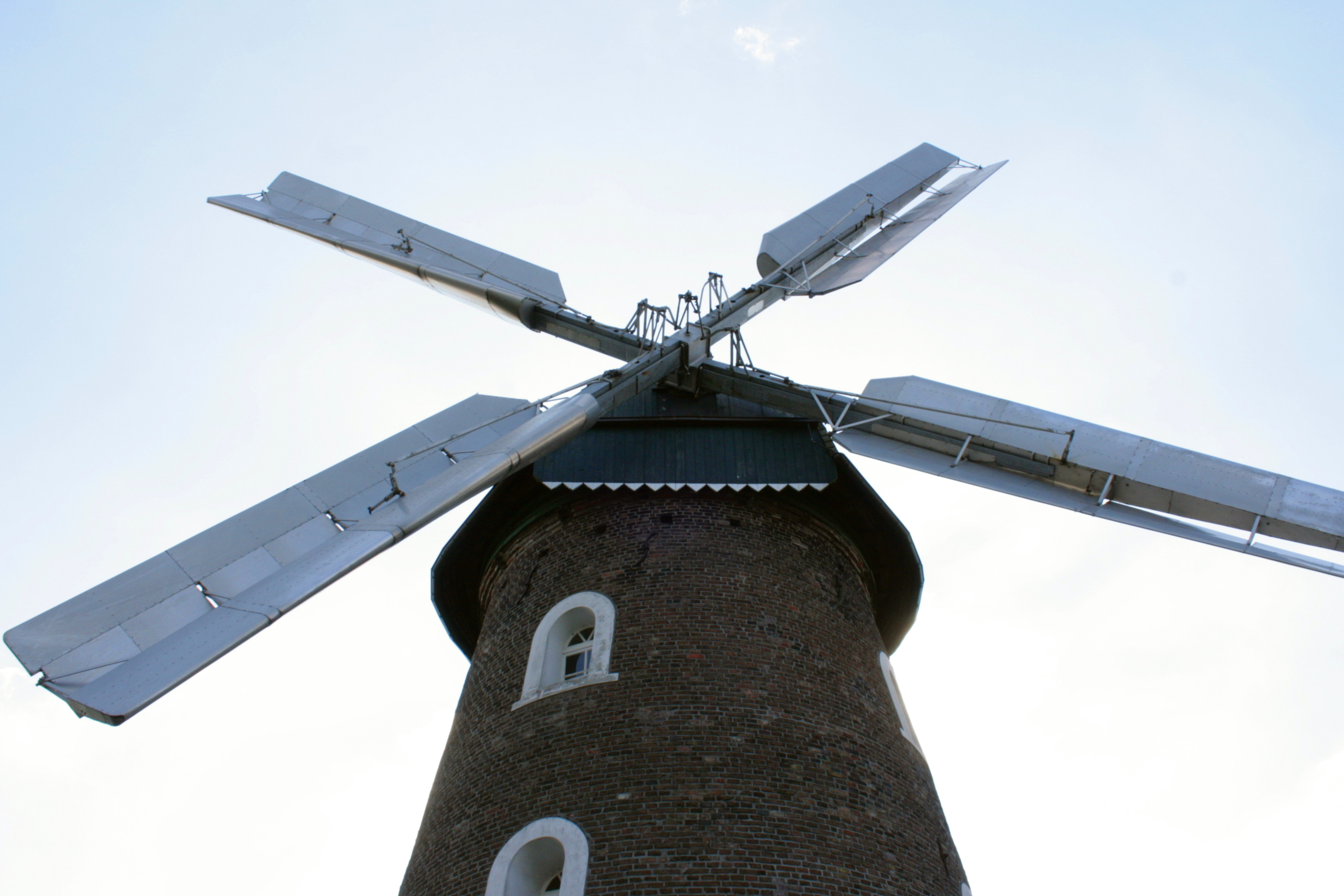
Rees
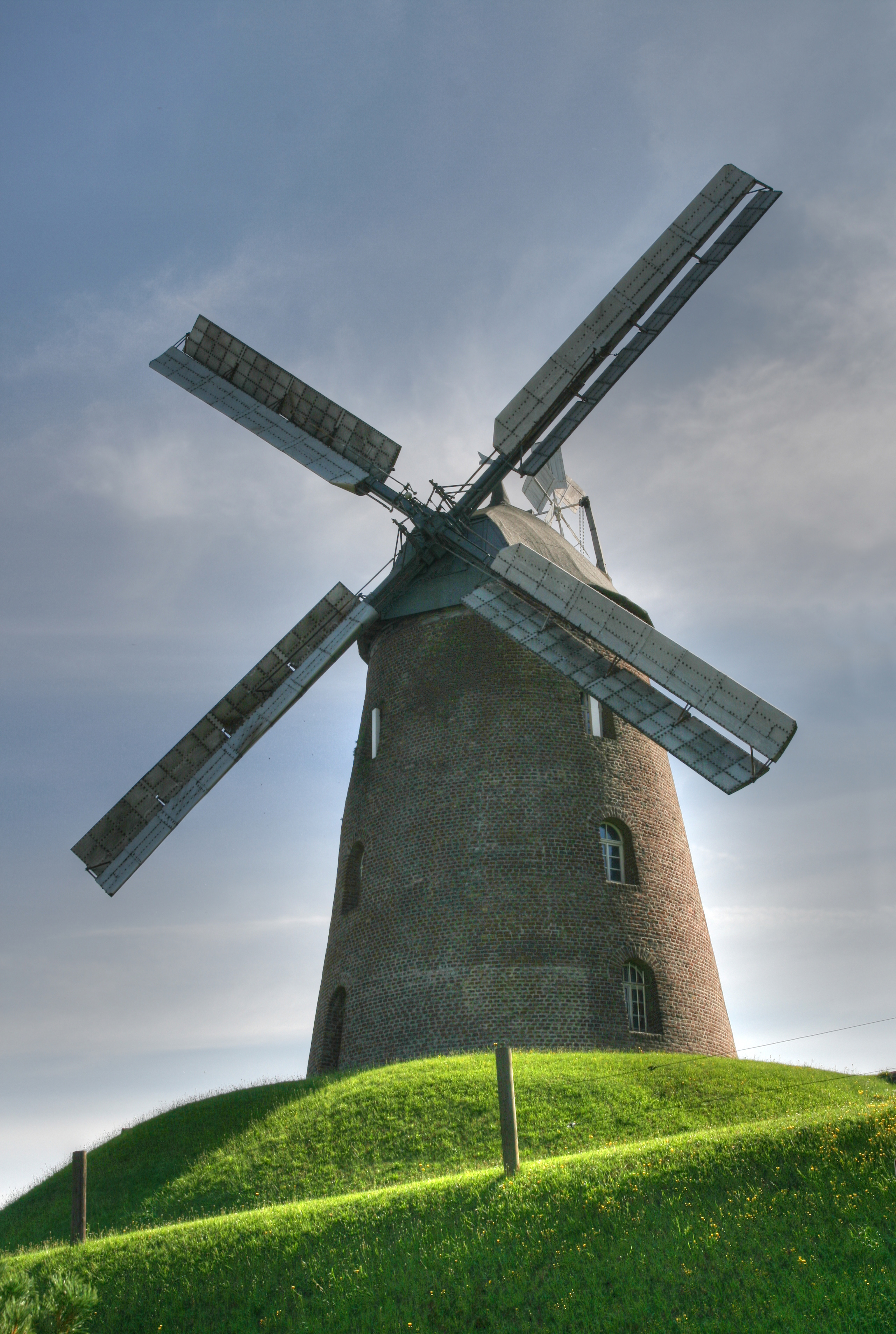
Stommeln
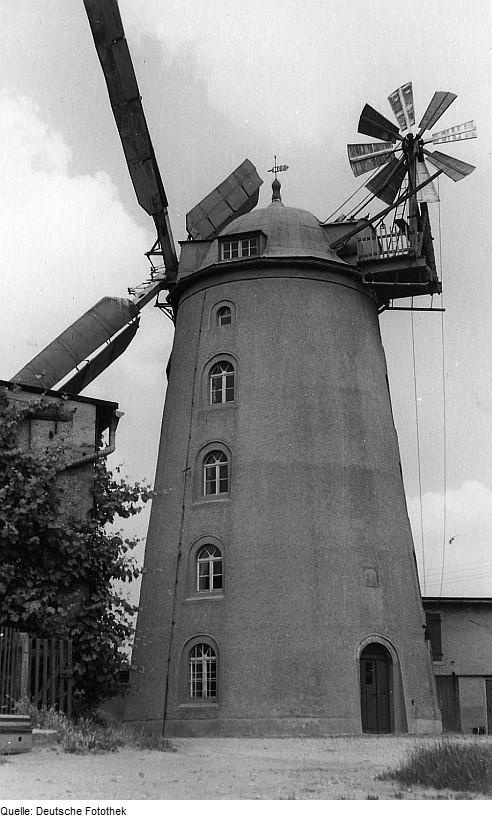
Pahrenz
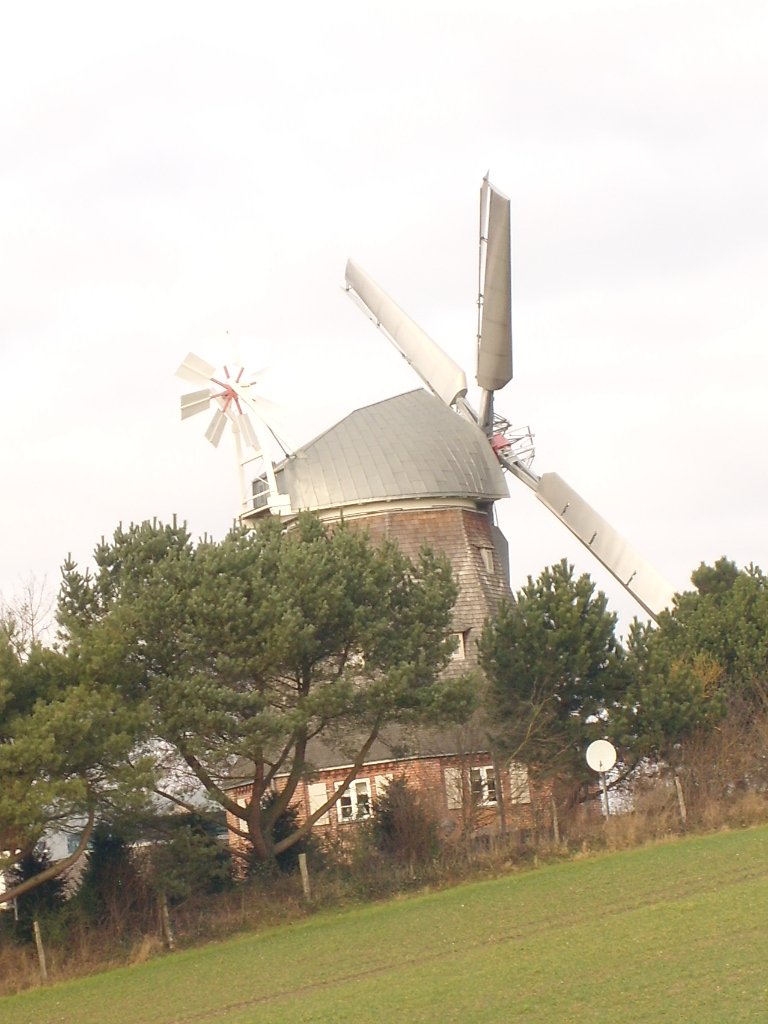
Kogel